# Hudson Hotel
L'Hudson Hotel, (fino al 1997 The Henry Hudson Hotel) è un Boutique hotel della 58ª strada Ovest di New York a Manhattan.

## Storia
Lo Hudson New York fu costruito nel 1928 da Anne Morgan,figlia di J. P. Morgan, come residenza e "clubhouse" dell'assoziazione delle donne d'America e per giovani donne a New York.
Fu completato nel 1929. L'edificio aveva 1250 stanze, insieme ad una piscina, un ristorante, una palestra, una sala per la musica e diverse stanze per riunioni 
L'associazione andò in bancarotta nel 1941 e l'edificio fu convertito in The Henry Hudson Hotel, aperto sia a uomini che donne.
Durante la Seconda Guerra Mondiale ospitò soldati olandesi.
Più recentemente e fino al 1997, i piani dal 2° al 9° ospitarono la sede della televisione WNET, successivamente si spostarono al Lincoln Center.
Nel 1997, l'edificio fu comprato da Morgans Hotel Group e dopo un rinnovamento durato 3 anni e costato 125 milioni di dollari a cura di Ian Schrager, comproprietario dello Studio 54  e del designer Philippe Starck fu cambiato il nome all'hotel diventando semplicemente: The Hudson.
A compensazione dei vincoli degli spazi privati, i designer decisero di focalizzare i loro sforzi nel creare dei grandi spazi pubblici il Bar Hudson, con i suoi vetri gialli raggianti di Mison Concept e il soffitto affrescato da Francesco Clemente ha ospitato eventi come feste di ballo, premiere di film, lanci di libri e ha ospitato diverse serie televisive tra cui Gossip Girl e Sex and the City.